# Мирсалаев, Бойукага
Мирсалаев Бойукага (22 января 1893, с. Разгов, Зувандский район, Ленкоранский уезд, Российская империя — 8 января 1938, Азербайджанская ССР) — талышский общественно-политический деятель, второй секретарь Закавказского Краевого Комитета Всесоюзной Коммунистической партии (большевиков).

## Биография
Мирсалаев Бойукага Абульфат оглы родился 22 января 1893 года в селе Разгов, Ленкоранского уезда. Он переехал в г. Баку в 1906 году в возрасте 13 лет. Начал свою карьеру на нефтяных месторождениях ещё ребенком. Помимо того, что он был чернорабочим, он не отставал в повышении своих знаний и грамотности. Окончил трехклассную школу в селе Сабунчи.
В 1918 году вернулся в родное село Разгов и работал секретарём сельсовета Мистанского сельского общества. Позже его семья переехала в Ленкорань. После установления Советской власти Боюкага Мирсалаев прошёл годичный курс подготовки секретарей комитетов по чрезвычайным ситуациям при РКП(б) в Москве. Благодаря отличным разговорным навыкам и высокой грамотности, он был принят в партию в 1922 году.

### ПериодМуганской Советской Республики
15 мая 1919 года в Ленкорань — центр Советского края Мугани, на чрезвычайный съезд Советов съехались делегаты трудового крестьянства всей Мугани. Были избраны члены в Президиума съезда Советов. Выступающие говорили, что Мугань отныне должна стать неотъемлемой частью Советской России, что красногвардейцы и партизаны будут с оружием в руках защищать её от мусаватских и белогвардейских банд. Чрезвычайный съезд Советской Мугани, продолжавшийся четыре дня, принял решения по всем вопросам своей повестки. Главным из них являлось провозглашение Мугани Советской республикой, неотъемлемой, частью РСФСР.
Председателем Краевого Совета был избран один из активных руководителей партизанского движения на Мугани, видный участник революционного восстания Ленкорани Давыд Данилович Чиркин; его заместителем съезд утвердил одного из работников Ленкоранского отделения кооперативного общества «Самопомощь» — Ширали Ахундова.

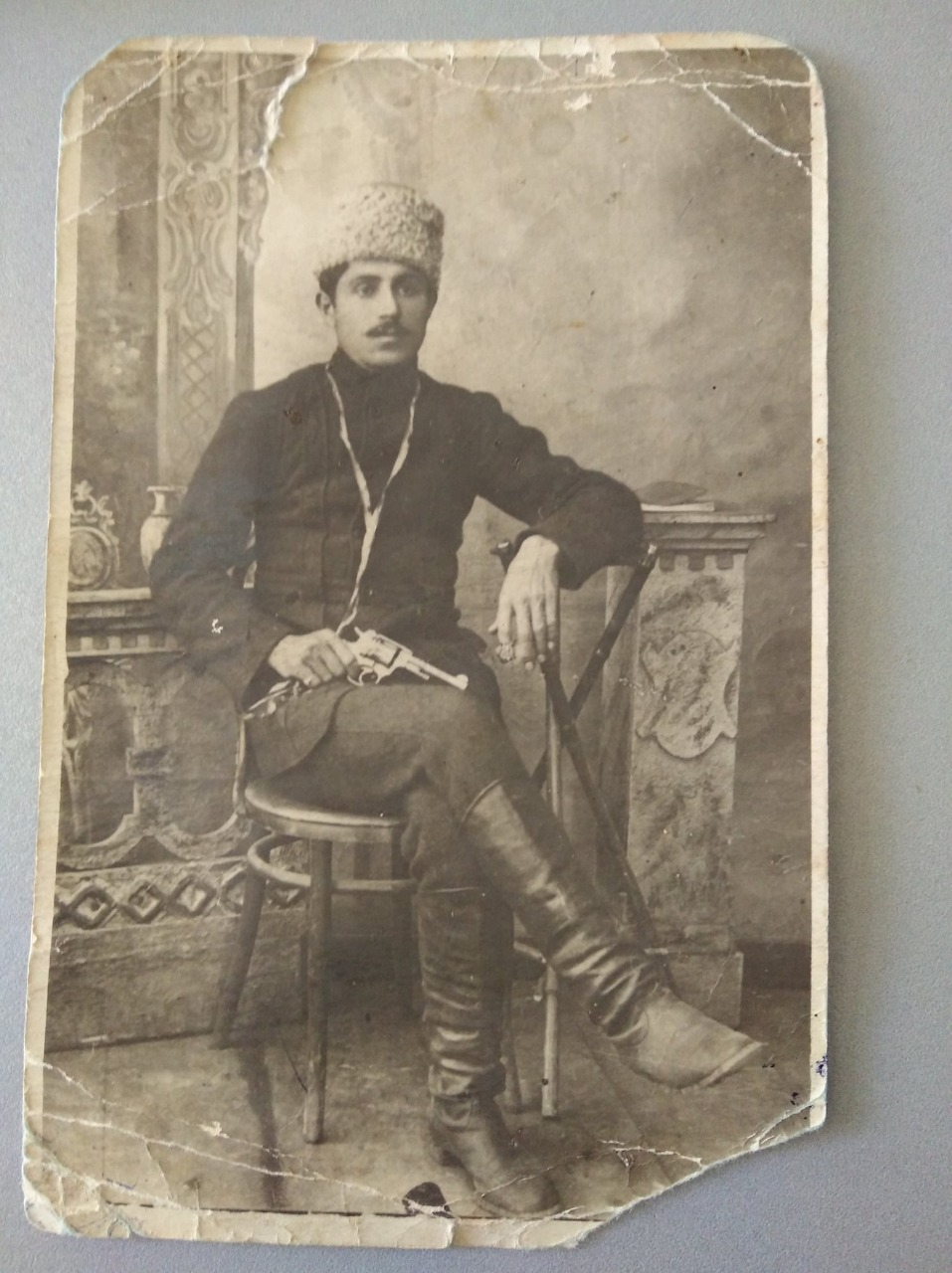
Б. Мирсалаев в период Муганской Советской Республики

Будучи большевиком, Мирсалаев не примкнул к отряду своего односельчанина качага Юнуса Аббасова, но воевал у талышского красного партизана Бала Мамеда и лишь после перехода Юнуса на сторону советской власти, примкнул к его отряду. После создания Муганской Советской Республики, Ширали Ахундов вступает в переговоры с одним из сильнейших талышских качагов-абреков, вышеуказанным Юнусом Аббасовым (Юнус Разговский) и ему, при посредничестве Бойукага Мирсалаева, удается склонить последнего на сторону советской власти. Юнус назначается комиссаром Зувандского участка.

### Политическая карьера
В 1925 году был избран первым секретарем Газахского райкома коммунистической партии Азербайджана, а в 1927 году Шекинского райкома. В 1929 году Мирсалаев был вызван в Баку и избран председателем правления «Azerittifaq». В 1930 году он вернулся на родину, где был назначен председателем исполкома Ленкоранского избирательного округа, а затем первым секретарем.
В 1924-1925 годах Мирсалаев был избран членом ЦК Закавказья и Центрального Комитета Коммунистической партии Азербайджана и в 1927 году был избран в XV съезд ЦК(б).
В 1930 году Мирсалаев был направлен в Ленкоранский район первым секретарем. В тот момент в район входили такие города: Астара, Масаллы, Лерик, Ярдымлы, Джалилабад и Билясувар.
Летом 1930 года экспедицией "Востоккино" были произведены съемки в талышском регионе. Итогом стал краткий этнографический кино-очерк "Талыши" в котором показаны кадры выступления председателя Ленкоранского Исполкома Мирсалаева.
В 1931-1933 годах Боюкага Мирсалаев работал в Закавказском сельском комитете Коммунистической партии Советского Союза и был заведующим отделом.

### Творческая деятельность
Мирсалаев сыграл важную роль в социальной и строительной работе Ленкоранского района, особенно в занятости промышленных предприятий, в развитии чайной и цитрусовой промышленности.
В период политики коренизации Мирсалаев сыграл важную роль в поддержке, создании и развитии социальных и культурных институтов для талышей. С целью ликвидации неграмотности среди талышей в 1928 году на основе латинской графики был создан алфавит талышского языка. В этот период были открыты школы на талышском языке, а в городе Ленкорань был организован Талышский педагогический техникум. Были написаны учебники для неполного среднего образования до 6 класса талышских школ. В период 1930—1938 гг. на талышском языке было издано много переводов художественной литературы, талышский язык был исследован и азербайджанскими учеными языковедами.
Мирсалаев способствовал строительству школ в Ленкоранском районе, повышению уровня образования, привлечению молодежи к сфере литературы и искусства, развитию талышского языка.
С 21 января 1931 года под редакцией Бойукага Мирсалаева и ответственного секретаря Музаффара Насирли начала издаваться талышская газета "Sıə Tolış" («Красный Талыш»). Газета «Sьə Тоlьş» возложила на себя важные обязательства в изучении талышского края, талышского языка, талышской литературы, талышской истории. В исполнение этих обязанностей она публиковала на своих страницах большие материалы по политической, экономической, социальной и культурной областях жизни.
В 1933 году Мирсалаев совместно с М.Насирли перевёл на талышский язык «Манифест коммунистической партии».
В 1935 году под редакторством Б. Мирсалаева на талышском языке выходит «Программа Российской коммунистической партии (большевиков) принятая на VIII съезде».
В том же 1935 году выступил редактором перевода на талышский язык речи И.В. Сталина произнесённой на первом всесоюзном совещании стахановцев.

### Арест и расстрел
15 ноября 1936 года Мирсалаев был арестован, и обвинён, как участник с 1934 года и руководитель «Ленкоранского филиала к-р националистической и повстанческо-террористической организации» буржуазных националистов в Азербайджане, ставящей «целью отторжение Ленкорани от Азербайджана» и создание «Талышской автономии», «вербовал кадры для повстанческих групп в Ленкоранском районе и готовил террористические акты против руководства Компартии Азербайджана».
С 1920 года был членом ВКП(б). В 1935 году был под партийным следствием в связи с заявлениями о его «контрреволюционном прошлом, антисоветской и антипартийной деятельности». И 14 декабря 1937 года в связи с арестом был исключен из партии и был восстановлен посмертно лишь 05.03.1957 года.
В июне 1937 года прошёл XIII съезд КП(б) Азербайджана на котором осудительно вспомнили и Бойукагу Мирсалаева. По этому поводу исследователь Эльдар Исмаилов сообщает следующее:
Делегат от Ленкоранской партийной организации Синицын напомнил, что еще недавно был смещён, а затем арестован бывший первый секретарь Ленкоранского горкома партии Мирсалаев. Но, как утверждал он, и после этого «наша организация не перестроилась должным образом по выкорчевыванию остатков мирсалаевщины. Некоторые покровительствуемые Мирсалаевым люди нашли приют под крылышком у товарища Шахбазова. К ним относится Оруджев, наш председатель городского совета». Синицын обвинил неожиданно Мирсалаева в национализме, причем талышской пробы. Он говорил по этому поводу: «Наша районная газета носит название “Сия Талыш”, консервный завод носит название “Талыш”, сапожная артель носит название “Талыш”, рыболовецкая артель носит название “Талыш”… Где можно встретить такое явление, чтобы газета называлась “Русский” или “Грузин”, а завод назывался “Армянин”». Синицын явно передергивал факты. Такое ощущение, будто он не понимал, что речь шла не о названии этноса, а о названии области. Но в данном случае ему нужно было выступить с политическими обвинениями, а обвинения в национализме, причем в узкоэтническом, были как никогда кстати.
После пленума ЦК, состоявшегося 6 июня 1937 г. накануне XIII съезда Компартии Азербайджана, где обсуждался вопрос о содержании предстоящего отчета ЦК съезду, в числе других был затронут вопрос об очищении азербайджанского языка от фарсидских, арабских и османских наслоений. Один из участников обсуждения заговорил о необходимости «очищения татского языка». На что Мирджафар Багиров сказал — «Я думаю, пора перейти от татского, курдского, талышского языков к азербайджанскому языку. Наркомпрос должен проявить инициативу, все они азербайджанцы». После данного пленума было принято решение от отхода обучения на иных языках и перехода на азербайджанский язык, были закрыты школы на талышском языке, прекращены периодические издания, а талышские учёные и общественные деятели (Ахмедзаде З., Насирли М. и др.) подверглись репрессиям.
На первом допросе 15 декабря 1937 года следователь Мещарков задавал Мирсалаеву разные вопросы, но Мирсалаев отрицал все обвинения. Из материалов следствия видно, что следователь Мещарков задержал вместе с Мирсалаевым более 32 человека. Этих людей под угрозами заставляли давать ложные показания.
Другого талышского деятеля Ширали Ахундова в пытках вынудили дать показания против Б. Мирсалаева и Зульфугара Ахмедзаде. Ширали Ахундов, претерпевая пытки, сообщил: «В 1936 году я случайно встретил З. Ахмадзаде. Он сообщил мне, что является членом секретной организации, возглавляемой Беюкага Мирсалаевым и хотел чтобы я присоединился к ним. Целью организации также было отделение Талышской области от Азербайджана.» По словам Ахундова: «он случайно встретился с З. Ахмедзаде несколько дней спустя. Зульфугар поручил ему направить двух молодых людей в Талыш для пропаганды и что его целью было отделение территории Талыша от Азербайджана». Позже Ширали Ахундов письменно заявил, что оклеветал З. Ахмедзаде чтобы избавиться от пыток: «Меня пытали и заставили оклеветать З. Ахмедзаде. Мои показания были ложными».
Между тем, Мирсалаев будучи секретарём Ленкоранского райкома партии, действительно вёл подготовительную работу по созданию Талышской Автономной Советской Республики, что по сути явилось бы восстановлением Муганской Советской Республики. Данная деятельность имела своё согласование с верхами, но в итоге, как показывает история, не была реализована и вменялась в вину активистам.
Решением Военной коллегии Верховного суда СССР от 7 января 1938 года Мирсалаев был признан виновным по статьям 64, 70 и 73 Уголовного кодекса Азербайджанской ССР и приговорен к расстрелу с конфискацией имущества. Приговор был приведен в исполнение в ночь с 7 на 8 января 1938 года.
Мирсалаев был реабилитирован 8 декабря 1956 года. В Ленкорани именем Мирсалаева названа улица.
21 апреля 2014 года в г. Баку состоялось мероприятие посвящённое памяти Б. Мирсалаева. На мероприятии были заслушаны отрывки из жизни Мирсалаева, рассказано о его заслугах в образовании и в частности проделанная работа для развития талышского языка и талышей, были зачитаны стихотворения в честь Мирсалаева на талышском языке.

### Семья
9 апреля 1938 года жена Мирсалаева, Гызтамам Исрафил кызы была депортирована в Казахстан на 10 лет. Вернулась из ссылки лишь в 1946 году, умерла в 1947 году и была похоронена в селе Гарматук. Сын Бойукага Мирсалаева Мирсалам женился на сестре советского военачальника Ази Асланова Тамаре. У Гызтамам было 5 детей от Б. Мирсалаева - Мирсалам, Тугра, Марьям, Шафига и Дилара.

### Главный редактор
- «Çı HİK(b)F proğram ijən nizomnomə» («Программа Российской коммунистической партии (большевиков)» принятая на VIII съезде от 18-23 марта 1919 г.), Boku, 1935,
- «Həmro Stalini həmə ittifoğ staxanovçijon iminçi muşavirədə kardə nitğ» («Речь товарища И.В.Сталина на первом всесоюзном совещании стахановцев»), Boku, 1935,

### Переводчик и редактор
- «Qommunistə firğə manifest». Q. Marqs, F.Engels («Манифест коммунистической партии». К. Маркс, Ф. Энгельс), Boku, 1933.